# Eccellenza Puglia 2002-2003
Il campionato italiano di calcio di Eccellenza regionale 2002-2003 è stato il dodicesimo organizzato in Italia. Rappresenta il sesto livello del calcio italiano.
Questi sono i gironi organizzati dal comitato regionale della regione Puglia.

## Squadre partecipanti
| Squadra                      | Città                        |
| ---------------------------- | ---------------------------- |
| U.S. Altamura                | Altamura (BA)                |
| A.S.D. Antonio Toma Maglie   | Maglie (LE)                  |
| U.S. Bitonto                 | Bitonto (BA)                 |
| A.S. Carovigno Calcio        | Carovigno (LE)               |
| A.S. Castellana              | Castellana Grotte (BA)       |
| A.S. Castellaneta            | Castellaneta (TA)            |
| A.S. Calcio Fasano           | Fasano (BR)                  |
| A.S.D. Francavilla Calcio    | Francavilla Fontana (BR)     |
| A.C. Gallipoli               | Gallipoli (LE)               |
| A.C. Massafra                | Massafra (TA)                |
| U.S. Pro Italia Galatina     | Galatina (LE)                |
| A.S. Ruvo                    | Ruvo di Puglia (BA)          |
| U.S. San Giorgio Apricena    | Apricena (FG)                |
| U.S. Stella Jonica Taras     | San Giorgio Jonico (TA)      |
| Pol. San Pancrazio Salentino | San Pancrazio Salentino (BR) |
| A.S. San Paolo Bari          | Bari (BA)                    |
| A.S.D. Taurisano             | Taurisano (LE)               |
| A.S. Tricase Calcio          | Tricase (LE)                 |
| U.S. Victoria                | Bari (BA)                    |
| A.C. Virtus Locorotondo      | Locorotondo (BA)             |

## Classifica finale
|  | Pos. | Squadra              | Pt | G  | V  | N  | P  | GF | GS  | DR  |
|  | ---- | -------------------- | -- | -- | -- | -- | -- | -- | --- | --- |
|  | 1.   | Bitonto              | 79 | 38 | 23 | 10 | 5  | 63 | 30  | +33 |
|  | 2.   | Ruvo                 | 78 | 38 | 22 | 12 | 4  | 55 | 25  | +30 |
|  | 3.   | Virtus Locorotondo   | 72 | 38 | 21 | 9  | 8  | 69 | 39  | +30 |
|  | 4.   | Taurisano            | 69 | 38 | 20 | 9  | 9  | 60 | 29  | +31 |
|  | 5.   | San Giorgio Apricena | 68 | 38 | 18 | 14 | 6  | 67 | 41  | +26 |
|  | 6.   | Gallipoli (-1)       | 65 | 38 | 18 | 12 | 8  | 64 | 33  | +31 |
|  | 7.   | Francavilla          | 59 | 38 | 16 | 11 | 11 | 70 | 46  | +24 |
|  | 8.   | Toma Maglie          | 59 | 38 | 17 | 8  | 13 | 42 | 32  | +10 |
|  | 9.   | Fasano               | 50 | 38 | 12 | 14 | 12 | 47 | 41  | +6  |
|  | 10.  | Pro Italia Galatina  | 47 | 38 | 12 | 11 | 15 | 36 | 45  | -9  |
|  | 11.  | San Paolo Bari       | 47 | 38 | 10 | 17 | 11 | 51 | 38  | +13 |
|  | 12.  | Victoria Bari        | 46 | 38 | 9  | 19 | 10 | 44 | 41  | +3  |
|  | 13.  | San Pancrazio        | 45 | 38 | 11 | 12 | 15 | 27 | 42  | -15 |
|  | 14.  | Tricase              | 44 | 38 | 12 | 8  | 18 | 41 | 47  | -6  |
|  | 15.  | Altamura             | 43 | 38 | 11 | 10 | 17 | 45 | 72  | -27 |
|  | 16.  | Carovigno (-2)       | 43 | 38 | 10 | 15 | 13 | 36 | 48  | -12 |
|  | 17.  | Castellana           | 37 | 38 | 8  | 13 | 17 | 41 | 64  | -23 |
|  | 18.  | Castellaneta         | 35 | 38 | 8  | 11 | 19 | 35 | 64  | -29 |
|  | 19.  | Stella Jonica Taras  | 30 | 38 | 7  | 9  | 22 | 29 | 51  | -22 |
|  | 20.  | Massafra             | 7  | 38 | 1  | 4  | 33 | 14 | 108 | -94 |

Legenda:
      Promosso in Serie D 2003-2004.
 Ammesso ai Play-Off nazionali.
      Retrocesso in Promozione Puglia 2003-2004.
 Promozione diretta.
 Retrocessione diretta.
Note:
Tre punti a vittoria, uno a pareggio, zero a sconfitta.
Carovigno penalizzato con la sottrazione di 2 punti in classifica; poi retrocesso dopo aver perso lo spareggio salvezza con l'Altamura (pari merito in classifica).

## Spareggio salvezza
|          | Risultato |           | Luogo e data |
| -------- | --------- | --------- | ------------ |
| Altamura | 1-0       | Carovigno | ?, ? 2003    |
|          |           |           |              |